# 足利大学硬式野球部
足利大学硬式野球部（あしかがだいがくこうしきやきゅうぶ、Ashikaga University Baseball Team）は、首都大学野球連盟に所属する大学野球チーム。

## 歴史
- 2010年 2月に「足利工業大学硬式野球部」として創部し、同年春に首都大学野球連盟に加盟
- 2012年 春季2部リーグ Aグループ優勝
- 2018年 大学の改称に伴い、「足利大学硬式野球部」に変更

## 本拠地
- 足利大学大前キャンパス野球場（栃木県足利市大前町268-1）

## 主な出身者
- 宮下直季 - （横浜DeNAベイスターズブルペン捕手－元徳島インディゴソックス、2014-2016）二松學舍大学附属高等学校出身
- 柳澤應史 - （バイタルネット硬式野球部、投手）長野県上田千曲高等学校出身